# Listă de filme franceze din 2006
Aceasta este o listă de filme franceze din 2006:
| 2006                             |                      |                                                          |                       |                                            |
| 13 Tzameti                       | Géla Babluani        |                                                          | Thriller              | Jury Prize (Sundance)                      |
| Azur & Asmar: The Princes' Quest | Michel Ocelot        | Cyril Mourali, Karim M'Riba, Hiam Abbass                 | Animation / Fantasy   |                                            |
| Barakat!                         | Djamila Sahraoui     | Rachida Brakni                                           | Drama                 | Oumarou Ganda Prize (FESPACO)              |
| Bled Number One                  | Rabah Ameur-Zaïmeche |                                                          |                       | Screened at the 2006 Cannes Film Festival  |
| Charlie Says                     | Nicole Garcia        |                                                          |                       | Entered into the 2006 Cannes Film Festival |
| Flanders                         | Bruno Dumont         |                                                          |                       | Won the Grand Prix at Cannes               |
| Hors de prix                     | Pierre Salvadori     | Audrey Tautou, Gad Elmaleh                               | Comedy                |                                            |
| Indigènes                        | Rachid Bouchareb     |                                                          |                       | Entered into the 2006 Cannes Film Festival |
| Little Jerusalem                 | Karin Albou          |                                                          | Drama                 | 2 wins & 3 nominations                     |
| Meurtrières                      | Patrick Grandperret  |                                                          |                       | Screened at the 2006 Cannes Film Festival  |
| Nouvelle chance                  | Anne Fontaine        |                                                          |                       | Screened at the 2006 Cannes Film Festival  |
| OSS 117: Cairo, Nest of Spies    | Michel Hazanavicius  | Jean Dujardin                                            | Adventure comedy      | 2 wins & 4 nominations                     |
| Renaissance                      | Christian Volckman   |                                                          | Animation / Action    | 1 win                                      |
| Tell No One                      | Guillaume Canet      | François Cluzet, Marie-Josée Croze, Kristin Scott Thomas | Thriller              | 8 wins & 10 nominations                    |
| The Tiger Brigades               | Jérôme Cornuau       | Clovis Cornillac, Diane Kruger                           | Action                | 3 nominations                              |
| La Tourneuse de pages            | Denis Dercourt       | Catherine Frot, Déborah François                         | Drama                 | 3 nominations                              |
| Les Bronzés 3 : Amis pour la vie | Patrice Leconte      | Christian Clavier, Josiane Balasko                       | Comedy                |                                            |
| Sheitan                          | Kim Chapiron         | Vincent Cassel                                           | Horror / Black Comedy |                                            |
| When I Was a Singer              | Xavier Giannoli      |                                                          |                       | Entered into the 2006 Cannes Film Festival |